# Associazione Sportiva Biellese 1959-1960
Questa voce raccoglie le informazioni riguardanti l'Associazione Sportiva Biellese nelle competizioni ufficiali della stagione 1959-1960.

## Rosa
| N. |                   | Ruolo | Calciatore         |
| -- | ----------------- | ----- | ------------------ |
|    | Italia (bandiera) | C     | Carlo Barzaghi     |
|    | Italia (bandiera) | A     | Cesare Bertani     |
|    | Italia (bandiera) | A     | Ettore Campanini   |
|    | Italia (bandiera) | D     | Pietro Cappellino  |
|    | Italia (bandiera) | C     | Giuseppe Crivelli  |
|    | Italia (bandiera) | C     | Secondo Donino     |
|    | Italia (bandiera) | P     | Corrado Euno       |
|    | Italia (bandiera) | D     | Giuseppe Formica   |
|    | Italia (bandiera) | C     | Stefano Francescon |

| N. |                   | Ruolo | Calciatore      |
| -- | ----------------- | ----- | --------------- |
|    | Italia (bandiera) | C     | Angelo Frigerio |
|    | Italia (bandiera) | A     | Enrico Galli    |
|    | Italia (bandiera) | P     | Roberto Gori    |
|    | Italia (bandiera) | A     | Bruno Lugli     |
|    | Italia (bandiera) | D     | Italo Mancini   |
|    | Italia (bandiera) | A     | Carlo Piccioni  |
|    | Italia (bandiera) | D     | Silvio Vidotto  |
|    | Italia (bandiera) | D     | Mario Villa     |
|    | Italia (bandiera) | A     | Romano Vizia    |